# Clidemia laxiflora
Clidemia laxiflora är en tvåhjärtbladig växtart som först beskrevs av Diederich Franz Leonhard von Schlechtendal, och fick sitt nu gällande namn av Wilhelm Gerhard Walpers och Charles Victor Naudin. Clidemia laxiflora ingår i släktet Clidemia och familjen Melastomataceae. Inga underarter finns listade i Catalogue of Life.